# Захава, Борис Евгеньевич
Бори́с Евге́ньевич Заха́ва (12 (24) мая 1896, Павлоград — 12 ноября 1976, Москва) — советский театральный режиссёр, актёр, педагог, теоретик театра. Народный артист СССР (1967). Лауреат Сталинской премии второй степени (1952). Доктор искусствоведения (1964).

## Биография
Борис Захава родился в Павлограде Екатеринославской губернии Российской империи (ныне Днепропетровская область Украины). Отец — поручик Евгений Николаевич Захава, родом из Тульской губернии, представитель знаменитой династии тульских оружейников; окончил Орловский Бахтина кадетский корпус, затем — Александровское военное училище, был направлен на службу в Павлоград. Мать — Лидия Ивановна Захава (в девичестве Логвинович), дочь начальника железнодорожной станции Павлограда Ивана Рафаиловича Логвиновича, вышла замуж в 16 лет, едва окончив Павлоградскую женскую прогимназию.
Родители увлекались театром, участвовали в любительских спектаклях, и Борис с детства выступал в семейных концертах. По окончании Павлоградской казённой классической гимназии поступил в кадетский корпус в Орле, в 1910 году — в 3-й Московский кадетский корпус.
В юности участвовал в любительских спектаклях, в частности, играл Наполеона в спектакле «Не в силе Бог, а в правде». Поступив в 1913 году в Коммерческий институт, записался в студенческую театральную студию (в дальнейшем Мансуровскую — по имени переулка, где она располагалась), художественным руководителем которой был Евгений Вахтангов, в то время актёр и режиссёр 1-й студии МХТ. Поначалу студийцы терпели неудачи; так, провалился сыгранный 26 марта 1914 года спектакль «Усадьба Ланиных» по пьесе Бориса Зайцева, в котором Захава играл студента Евгения. С 10 (23) октября 1914 года начались систематические занятия под руководством Вахтангова. С этого времени имя Бориса Захавы было неразрывно связано с Театром имени Е. Б. Вахтангова и театральным училищем при нём.
В 1920 году драматическая студия была принята в «семью» Художественного театра под именем 3-я студия МХАТа. После смерти Вахтангова Захава был членом художественного совета, избранного студийцами для руководства театром. В 1923—1925 годах параллельно выступал на сцене Театра имени Мейерхольда.
В 1924 году Владимир Немирович-Данченко назначил Юрия Завадского единоличным директором, однако студийцы, боровшиеся за независимость от МХАТа, не приняли это решение и организовали «Художественный актив» — коллективный орган руководства театром, председателем которого стал Захава.
Режиссурой начал заниматься ещё под руководством Вахтангова; в 1923 году осуществил свою первую самостоятельную постановку: «Правда — хорошо, а счастье лучше», в которой чувствовалось влияние вахтанговской «Принцессы Турандот». В дальнейшем многие поставленные им спектакли стали важными вехами в истории театра, в том числе «Барсуки» Леонида Леонова (1927), «Аристократы» Николая Погодина (1935), «Ревизор» (1939), «Молодая гвардия» (1947). Событием театральной жизни стал его спектакль «Егор Булычов и другие», поставленный в 1932 году.
С 1917 года занимался преподавательской деятельностью, с 1925 года и до конца жизни служил ректором школы при Театре Вахатнгова (впоследствии известной как Щукинское училище). Преподавал актёрское и режиссёрское мастерство, с 1939 года — профессор. В 1927—1930 годах руководил также узбекской студией в Москве, в 1932—1934 годах преподавал в ЦЕТЕТИСе, в 1937—1940 годах — в Институте кинематографии, в 1944—1949 годах заведовал кафедрой режиссуры в ГИТИСе. Среди его учеников был Владимир Федосеев.
Доктор искусствоведения (1964), автор книг и статей по теории актёрского и режиссёрского искусства, театральной педагогике. Член КПСС с 1943 года.

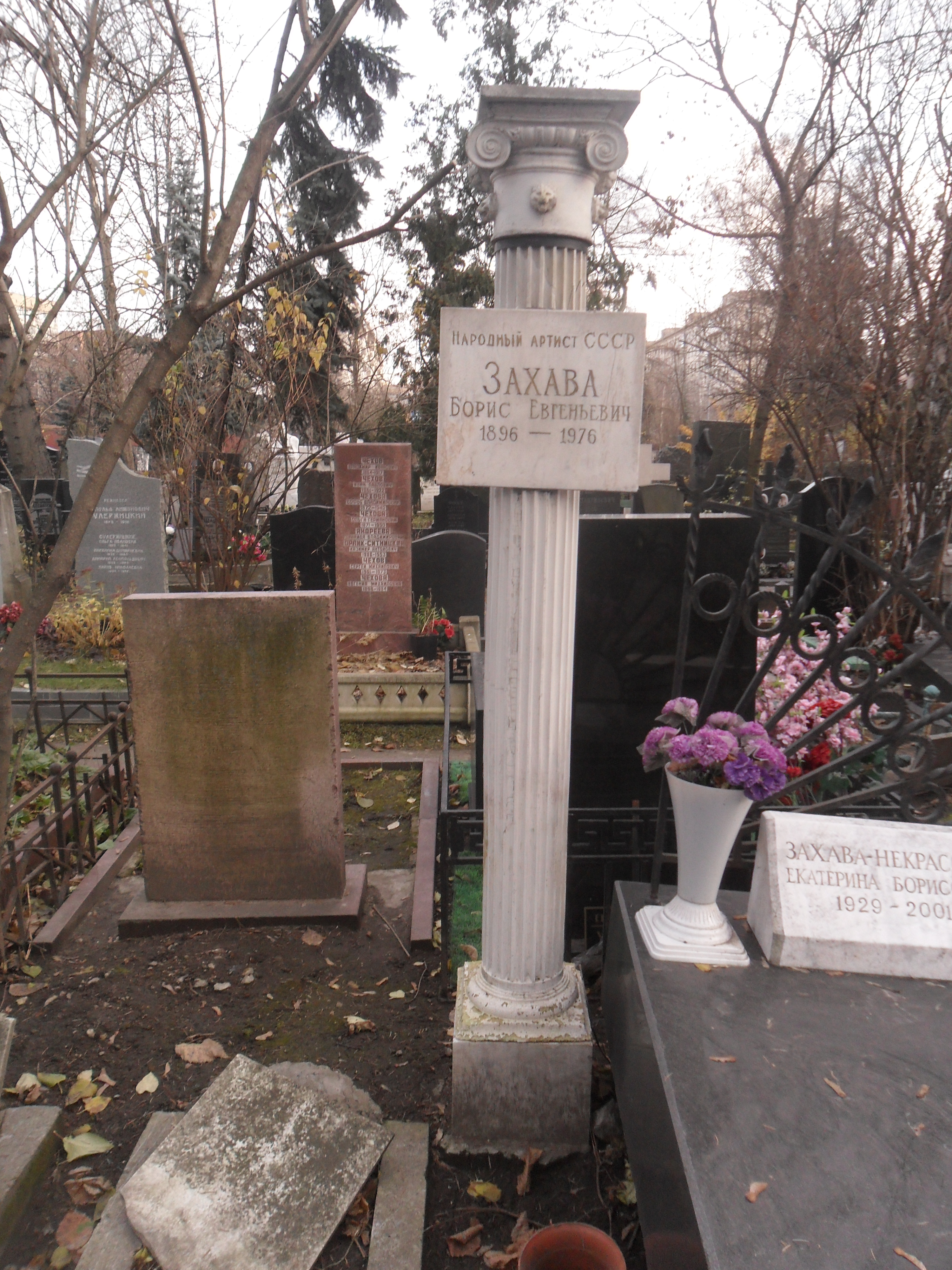
Могила Захавы на Новодевичьем кладбище Москвы (старый памятник до 2016 года)

Борис Захава скончался 12 ноября 1976 в Москве. Похоронен на Новодевичьем кладбище (участок № 2).

### Семья
Первая жена — Мария Некрасова (1899—1983), заслуженная артистка РСФСР (1946). Дочери Екатерина Захава-Некрасова (1929—2001), филолог, преподаватель Университета дружбы народов, Наталья Захава-Некрасова (р. 1935), режиссёр-педагог, театровед.
Вторая жена — Наталия Ивановна Захава (1920—2004). Дочь Татьяна Захава (р. 1949), заслуженная артистка России.

## Творчество

### Роли в театре
Студия Евгения Вахтангова
- 1914 — «Усадьба Ланиных» Б. Зайцева, режиссёр Е. Б. Вахтангов — студент Евгений
- 1918 — «Потоп» Г. Бергера, режиссёр А. Д. Дикий — Чарли
- 1921 — «Чудо Святого Антония» М. Метерлинка, режиссёр-постановщик Е. Б. Вахтангов, режиссёр Ю. А. Завадский — Доктор
- 1922 — «Принцесса Турандот» К. Гоцци, режиссёр Е. Б. Вахтангов — Тимур
- 1923 — «Правда — хорошо, а счастье лучше» А. Н. Островского — Грознов
- 1925 — «Виринея» Л. Н. Сейфуллиной — Федот

Театр имени Мейерхольда
- 1924 — «Лес» А. Н. Островского; режиссёр Вс. Э. Мейерхольд — Восмибратов
- 1925 — «Д. Е.» М. Подгаецкого по роману И. Г. Эренбурга; режиссёр Вс. Э. Мейерхольд (совместно с В. Ф. Фёдоровым) — председателя французского парламента
- 1925 — «Учитель Бубус» А. М. Файко, режиссёр Вс. Э. Мейерхольд — Ван-Кампердаф

Театр имени Е. Б. Вахтангова
- 1926 — «Зойкина квартира» М. А. Булгакова — Аллилуя
- 1927 — «Разлом» Б. Лавренёва, режиссёр А. Д. Попов — матрос Митрич
- 1928 — «На крови» С. Д. Мстиславского — земец Щекотов
- 1929 — «Заговор чувств» Ю. К. Олеши — Иван Бабичев
- 1932 — «Егор Булычов и другие» М. Горького — Василий Достигаев
- 1934 — «Человеческая комедия» по О. де Бальзаку — Граф де Гранвиль
- 1937 — «Без вины виноватые» А. Н. Островского — Дудукин
- 1942 — «Олеко Дундич» A. Г. Ржешевского и М. А. Каца — Будённый
- 1945 — «Великий государь» В. А. Соловьева — Василий Шуйский

### Режиссёрские работы в театре
Театр имени Е. Б. Вахтангова
- 1923 — «Правда — хорошо, а счастье лучше» А. Н. Островского (первый самостоятельный спектакль)
- 1926 — «Барсуки» по роману Л. М. Леонова
- 1930 — «Коварство и любовь» Ф. Шиллера (совм. с П. Г. Антокольским и О. Н. Басовым)
- 1931 — «Путина» Ю. Л. Слезкина (совм. с И. М. Рапопортом, художник Н. П. Акимов)
- 1932 — «Егор Булычов и другие» М. Горького, с Б. В. Щукиным в главной роли; возобновлён в 1951 году с С. В. Лукьяновым в роли Булычова
- 1933 — «Достигаев и другие» М. Горького
- 1935 — «Аристократы» Н. Ф. Погодина
- 1939 — «Ревизор» Н. В. Гоголя
- 1939 — «Путь к победе» А. Н. Толстого (совм. с Р. Н. Симоновым и К. Я. Мироновым); художник B. C. Басов
- 1940 — «Учитель» С. А. Герасимова; художник В. Ф. Рындин
- 1944 — «Гроза» А. Н. Островского, художник В. В. Дмитриев
- 1944 — «А. П. Чехов» (вечер, посвященный 40-летию со дня смерти А. П. Чехова): 3. «Юбилей» (возобновление постановки Е. Б. Вахтангова), художники П. М. Шухмин, Л. Петухов
- 1945 — «Великий государь» В. А. Соловьёва
- 1947 — «Молодая гвардия» по роману А. А. Фадеева; инсценировка Г. Гракова
- 1949 — «Огненная река» В. М. Кожевникова, художник В. Ф. Рындин
- 1948 — «Первые радости» по роману К. А. Федина
- 1951 — «Кирилл Извеков» К. А. Федина и Е. Е. Месхетели, художник В. Ф. Рындин
- 1953 — «Раки» С. В. Михалкова, (совм. с Р. Н. Симоновым и И. В. Ильинским), художник Б. Е. Ефимов
- 1953 — «Кандидат партии» А. А. Крона, художник В. Ф. Рындин
- 1954 — «Чайка» А. П. Чехова, художник Г. Н. Мосеев
- 1956 — «Необыкновенное дежурство» Е. Лютовского, художники А. Васильев и В. Мазенко
- 1957 — «Гамлет» У. Шекспира (совместно с М. Ф. Астанговым); Гамлет — М. Ф. Астангов

В других театрах
- 1933 — «Егор Булычов и другие» М. Горького — Армянский театр имени Сундукяна
- 1934 — «Достигаев и другие» М. Горького — Свердловский театр драмы
- 1942 — «Нашествие» Л. М. Леонова — Омский театр драмы
- 1952 — «Егор Булычов и другие» М. Горького — Армянский театр имени Сундукяна
- 1960 — «Чайка» А. Чехова — Куйбышевский театр
- «Егор Булычов и другие» М. Горького — в Болгарии

## Фильмография

### Роли в кино
- 1936 — Бежин луг — отец Степка́
- 1965—1967 — Война и мир — Кутузов

### Режиссёр
- 1953 — Егор Булычов и другие (фильм-спектакль) (совм. с Ю. И. Солнцевой)
- 1962 — Кто виноват? (фильм-спектакль) (совм. с Л. С. Ишимбаевой)

## Литературные сочинения
- Вахтангов и его студия. — М., 1930.
- Мастерство актёра и режиссёра. — М., 1969.
- Современники. Вахтангов. Мейерхольд. — М., 1969.

## Награды и звания
- Народный артист РСФСР (1946)
- Народный артист СССР (1967)
- Сталинская премия (1952) — за постановку спектакля «Егор Булычов и другие» М. Горького
- Орден Трудового Красного Знамени (29.05.1946)
- Орден Дружбы народов
- Орден «Знак Почёта»
- Медаль «За доблестный труд в Великой Отечественной войне 1941—1945 гг.»
- Медаль «В память 800-летия Москвы»
- Доктор искусствоведения (1964)

## Память
- В Москве установлена мемориальная доска по адресу Большой Николопесковский переулок, дом 12а (Театральный институт имени Бориса Щукина)[10].
- На родине Б. Е. Захавы в Павлограде Днепропетровской области местный драматический театр назван в честь его имени[11].
- Фонд Бориса Евгеньевича Захавы хранится[12] в Российском государственном архиве литературы и искусства под номером 3034. Это один из крупных фондов и содержит 1273 единицы хранения за 1906–1996 годы. В фонде содержатся материалы режиссерской и актерской деятельности Б. Е. Захавы. Режиссерские экземпляры пьес и заметки к пьесам. Также в фонде хранятся рукописи Б. Е. Захавы, учебные пособия, лекции, записные книжки и тетради. В архиве хранится большой фонд переписки, воспоминания и выступления, рабочие материалы, большое собрание фотографий.